# Selva amazònica

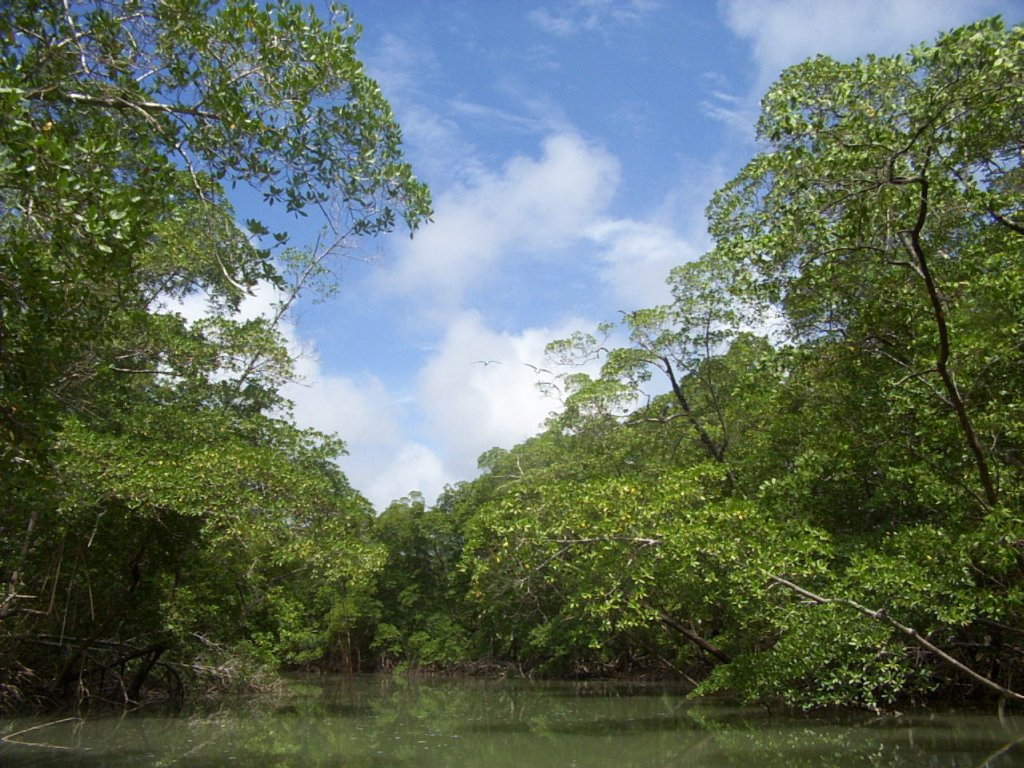
Paisatge riberenc a l'Amazònia

La selva amazònica, també coneguda com a Amazònia, és la regió d'Amèrica del Sud definida per la conca del riu Amazones i els seus afluents, la conca fluvial més gran del món, i coberta en gran part per la selva tropical. S'estén per nou estats i territoris: Bolívia, el Brasil, Colòmbia, l'Equador, la Guaiana Francesa, Guyana, el Perú, Surinam i Veneçuela. Més de la meitat de la seva extensió correspon al Brasil.
L'11 de novembre de 2011, la selva amazònica va ser declarada una de les set meravelles naturals del món.

## Toponímia
Sembla que el nom de l'Amazones sorgí de la batalla que els conqueridors espanyols, encapçalats per Francisco Orellana, lliuraren amb una tribu de tapuies en què les dones acostumaven a lluitar igual que els homes. Una altra teoria atribueix el nom al mateix Orellana, el qual hauria confós homes indígenes duent faldilles de fulles amb dones. En qualsevol cas, el nom se li atribuí derivat de les llegendàries guerreres amazones de l'antiga mitologia grega, que vivien als confins de les terres civilitzades i foren descrites per Heròdot i Diodor de Sicília. Orellana fou el primer europeu a navegar per tot el riu Amazones l'any 1542.
Tot i això, la delimitació de l'Amazònia ha variat amb els anys, dubtant si s'ha d'incloure tota la selva o bé només la conca del riu Amazones; així i tot, això no ha impedit que països com Colòmbia, Perú, Veneçuela i Brasil anomenin a algunes de les seves divisions administratives Amazones, fent èmfasi en la seva sobirania i reclamacions sobre el territori.

## Geografia

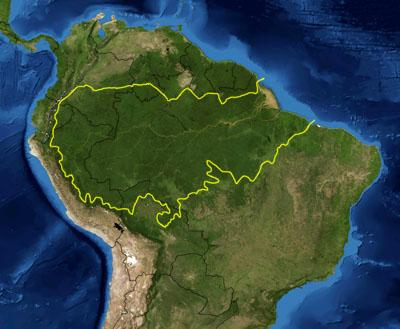
Mapa de l'Amazònia segons WWF. En negre, les fronteres actuals i en groc els límits de l'Amazònia

Encara que la conca del riu Amazones ocupa més de set milions de km², la selva amazònica s'estén uns sis milions de km². És la selva tropical més extensa del món. Es considera que la selva amazònica, selva de l'Amazònia, selva de l'Amazones o Amazònia, arriba als sis milions de km² i constitueix la selva tropical més extensa del món i és considerada una «gran reserva verda», i representa la meitat de les que encara queden. El seu títol de «pulmó del planeta» és metafòric, ja que està en equilibri climàtic: els ingressos i sortides de CO₂ i d'O₂ estan equilibrats. La seva extensió es reparteix entre vuit països sud-americans: Bolívia, Brasil, Colòmbia, Equador, Guyana, Perú, Surinam i Veneçuela.
Hi ha moltes espècies de plantes encara sense classificar, milers d'espècies d'aus, molts amfibis i milions d'insectes. Des dels insectes, fins als grans mamífers com el jaguar, el puma, la danta i els cérvols. Rèptils com ara tortugues, caimans, babilles o serps també l'habiten. Hi ha aus i peixos de totes les espècies, plomatges i escates. En les llacunes al llarg del riu Amazones, floreix la planta Victoria amazonica, les fulles circulars de la qual arriben a fer més d'un metre de diàmetre. El nombre d'espècies de peixos i de plantes aquàtiques és molt ampli.

## Biòtop

### Localització geogràfica
a selva amazònica està situada al nord d'Amèrica del sud, a l'entorn de tot el riu Amazones, que va des de la Quebrada de Apacheta, al peu del Nevado Misti, fins a l'oceà Atlàntic, com es mostra a la imatge de la dreta. Aproximadament, les seves coordenades són: latitud, 12° N – 12º 30′ S, i longitud, 42° O - 77° O.

### Clima
Té un clima tropical equatorial: càlid i humit amb abundants precipitacions durant tot l'any sense gaires variacions estacionals. Per aquest motiu, els arbres de la selva no tenen una època especial per a florir o fer fruit.

### Vents
La selva amazònica es veu afectada pels vents alisis, que experimenten l'efecte Fohën i es dona la precipitació orogràfica, que consisteix que, quan una massa d'aire humit circula cap a una massa muntanyosa, s'eleva fins a arribar-ne al cim, on es refreda, es condensa i cau en forma de precipitacions. Gràcies a l'efecte que pateixen els vents alisis, es poden donar selves als llocs on, si no es donés aquest efecte, hi hauria sabanes.

## Biocenosi
Algunes espècies tenen beneficis medicinals encara desconeguts. La vegetació a la selva de l'Amazones es pot dividir en tres tipus, segons l'alçada i la filtració del sol: La volta del bosc, el nivell intermedi i el sotabosc. A la volta del bosc hi dominen els arbres gegants (acàcia); la seva alçada fluctua entre els 40 m i els 60 m. És el nivell que rep més radiacions solars i el més ric en espècies d'animals (aus, insectes, mamífers). En el nivell intermedi les espècies comencen a adaptar-se a l'ombra; correspon a les espècies que es troben entre els 40 i els 10 m d'alçada. En el sotabosc, la llum gairebé no hi arriba i hi ha molts organismes descomponedors de fulles.

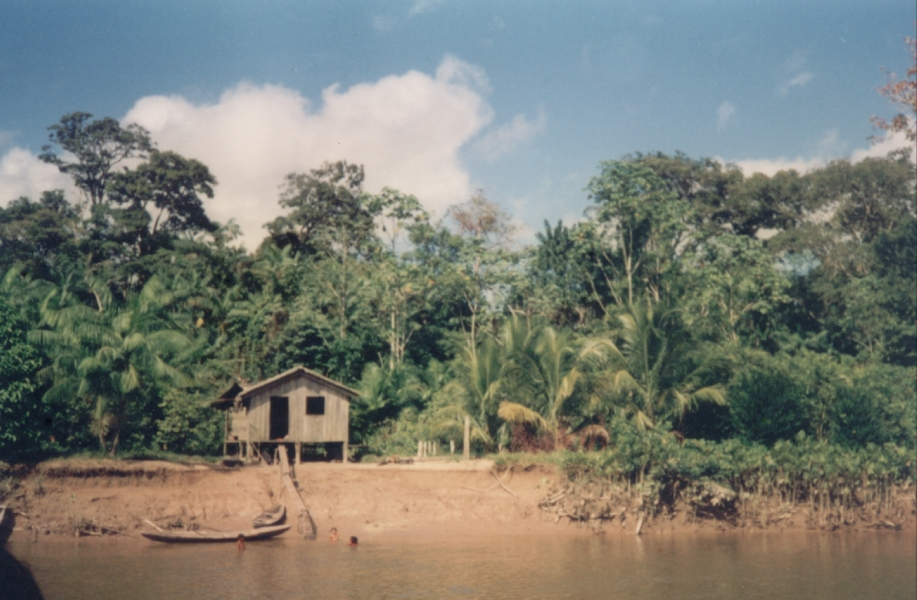
Construcció típica dels pobladors de l'Amazònia

## Ecosistema

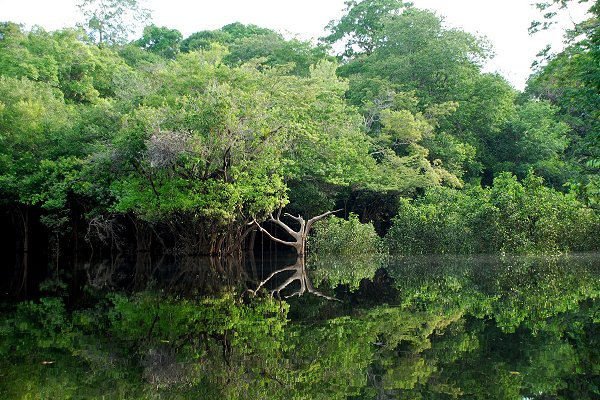
Reserva nacional Pacaya-Samiria, més coneguda com la selva dels miralls (Perú)

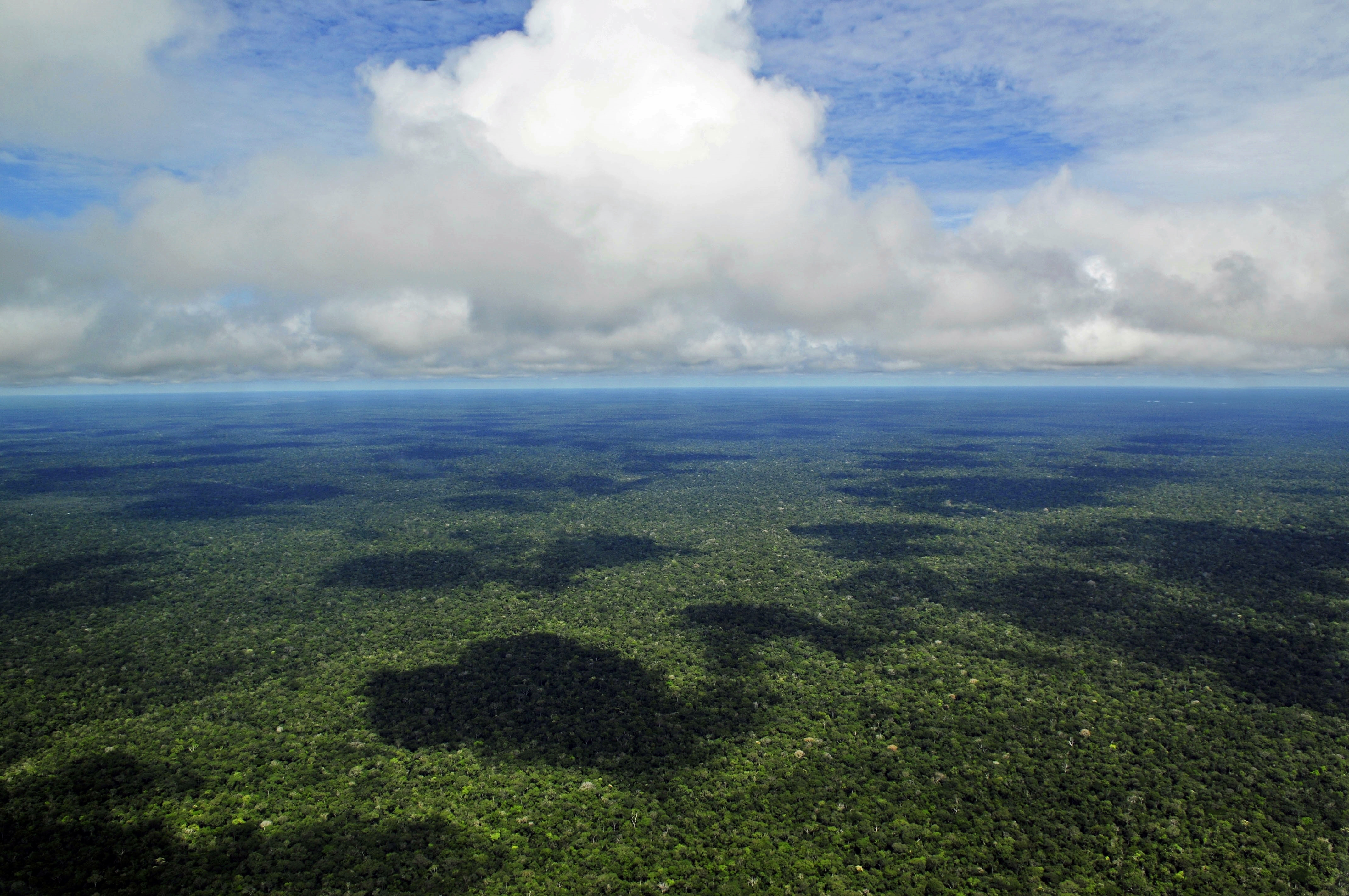
L'Amazònia és la selva tropical més gran del món.

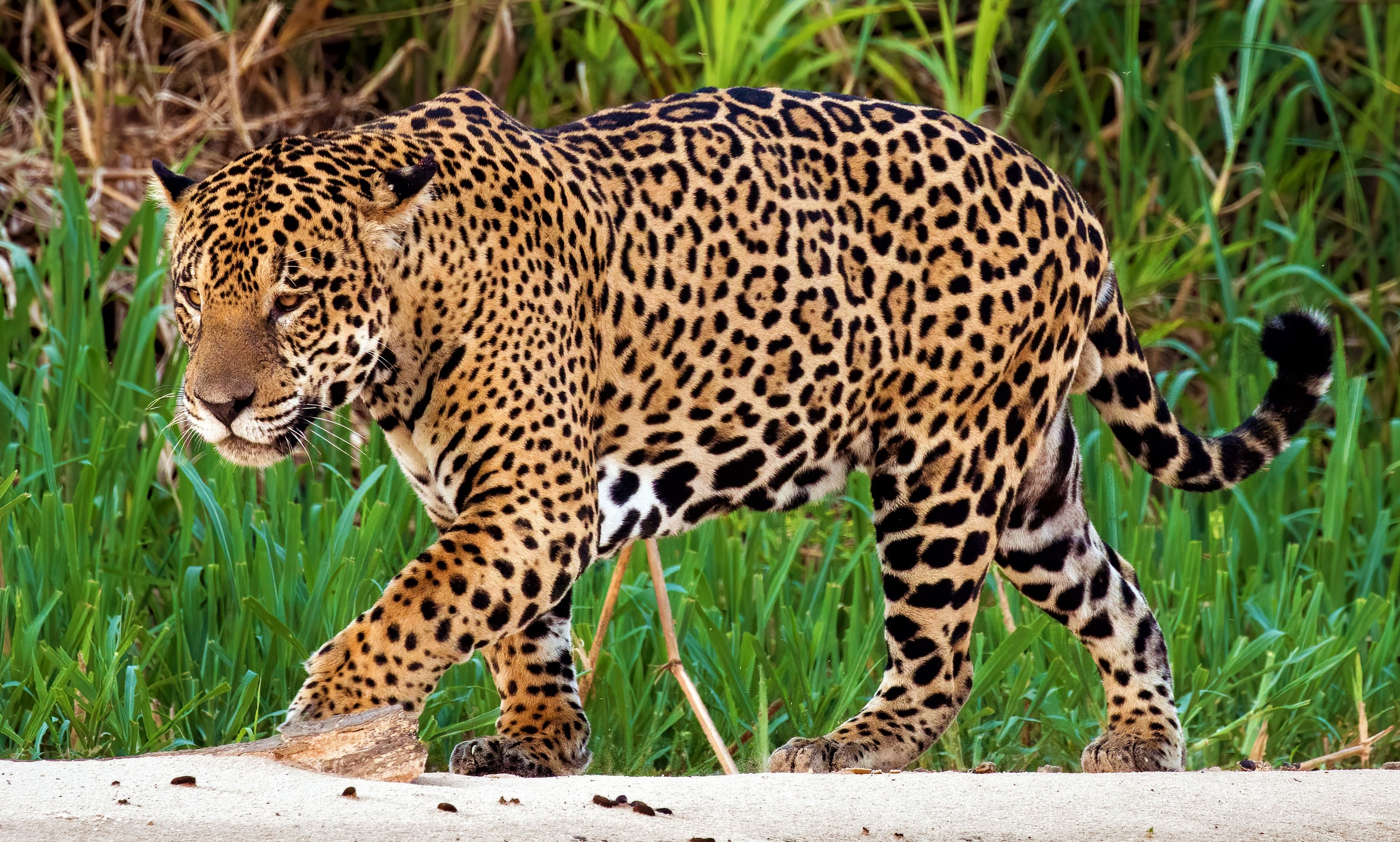
Panthera onca, jaguar o tigre americà.

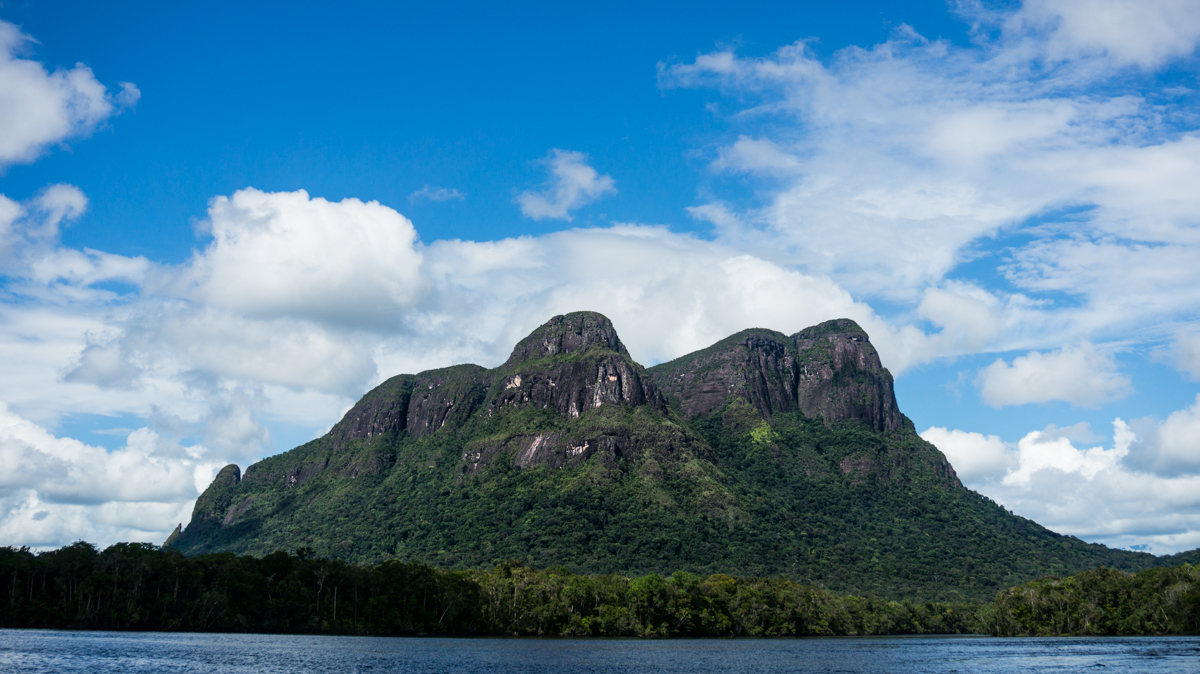
Paisatge a l'estat de l'Amazonas, Veneçuela.

Les altes temperatures al voltant del riu Amazones i de la seva conca fluvial afavoreixen el desenvolupament d'una vegetació espessa i exuberant, sempre verda. El títol de «pulmó del Planeta» que ostenta l'Amazònia no és casualitat, ja que manté un equilibri climàtic: els ingressos i sortides de CO2 i de O2 estan equilibrats. Els científics ambientals concorden que la pèrdua de la biodiversitat és resultat de la destrucció de la selva, i que s'evidencia amb l'aparició a l'àrea del riu Caquetá a un sistema anterior del bosc selvàtic al qual es van utilitzar sòls de forma permanent «terra preta» gràcies al seu progressiu adob i pel que es van evitar les migracions.

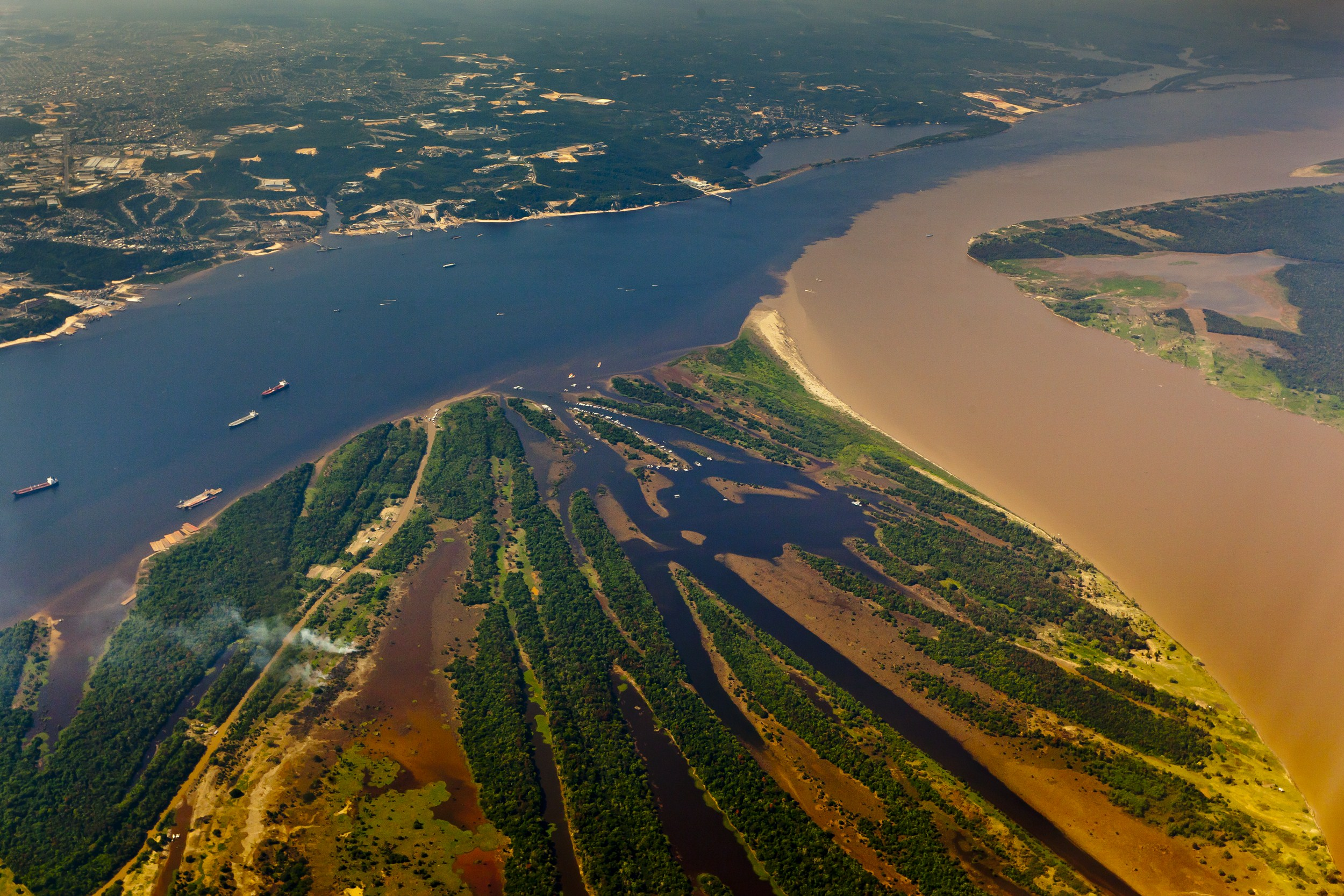
Trobada d'aigües del riu Negre amb el riu Solimões (és com s'anomena el riu Amazonas al Brasil).

Tota la flora de la selva tropical humida sud-americana és present a la selva amazònica. Existeixen en ella moltes espècies de plantes encara sense classificar, milers d'espècies d'aus, molts amfibis i milions d'insectes.

### Fauna
Entre els mamífers, l'Amazones conté una enorme quantitat d'espècies, com ara els monos, el jaguar, el puma, el tapir i els cérvols. A les seves aigües viuen dues espècies de dofins, com el dofí rosat.
Hi ha rèptils, amb gran quantitat d'espècies de tortugues aquàtiques i terrestres, caimans, cocodrils, i multitud de serps, entre elles la anaconda —l'ofidi més gran del món—, etc.
No hi ha cap altre ecosistema al món amb tanta quantitat d'espècies d'aus; en destaquen els guacamais, tucans, les grans àguiles, com l'àguila arpia, i moltes altres espècies, en general de colorits plomatges. Un 20 per cent de les espècies mundials d'aus es troben a la selva amazònica.
Per als aficionats als aquaris, l'Amazònia proveeix la major quantitat d'espècies piscícoles que avui dia poblen els comerços i aquaris del planeta.

### Flora
Un 20 per cent de les espècies mundials de plantes es troba a la selva amazònica. En els seus boscos hi ha una gran quantitat d'arbres de tota mena: itahuba, caricari, tajibos, cedre, ruta barcina i d'altres. El 50 per cent de les espècies de fusta són exòtiques.
Hi ha moltes espècies de plantes medicinals que poden curar tota mena de malalties com ara úlceres, asma, mossegades d'escurçó, malalties de la sang, apendicitis, malalties cardíaques, respiratòries, dentals o digestives.
En algunes llacunes també existeixen varietats de liliàcies espectaculars, com ara Victoria amazonica, que arriba a mesurar fins a 2 metres de diàmetre, sent la planta aquàtica més gran del món.
Flors silvestres de gran bellesa i varietat donen color a la zona, i es poden trobar per totae tota la zona des dels rius fins a la muntanya.

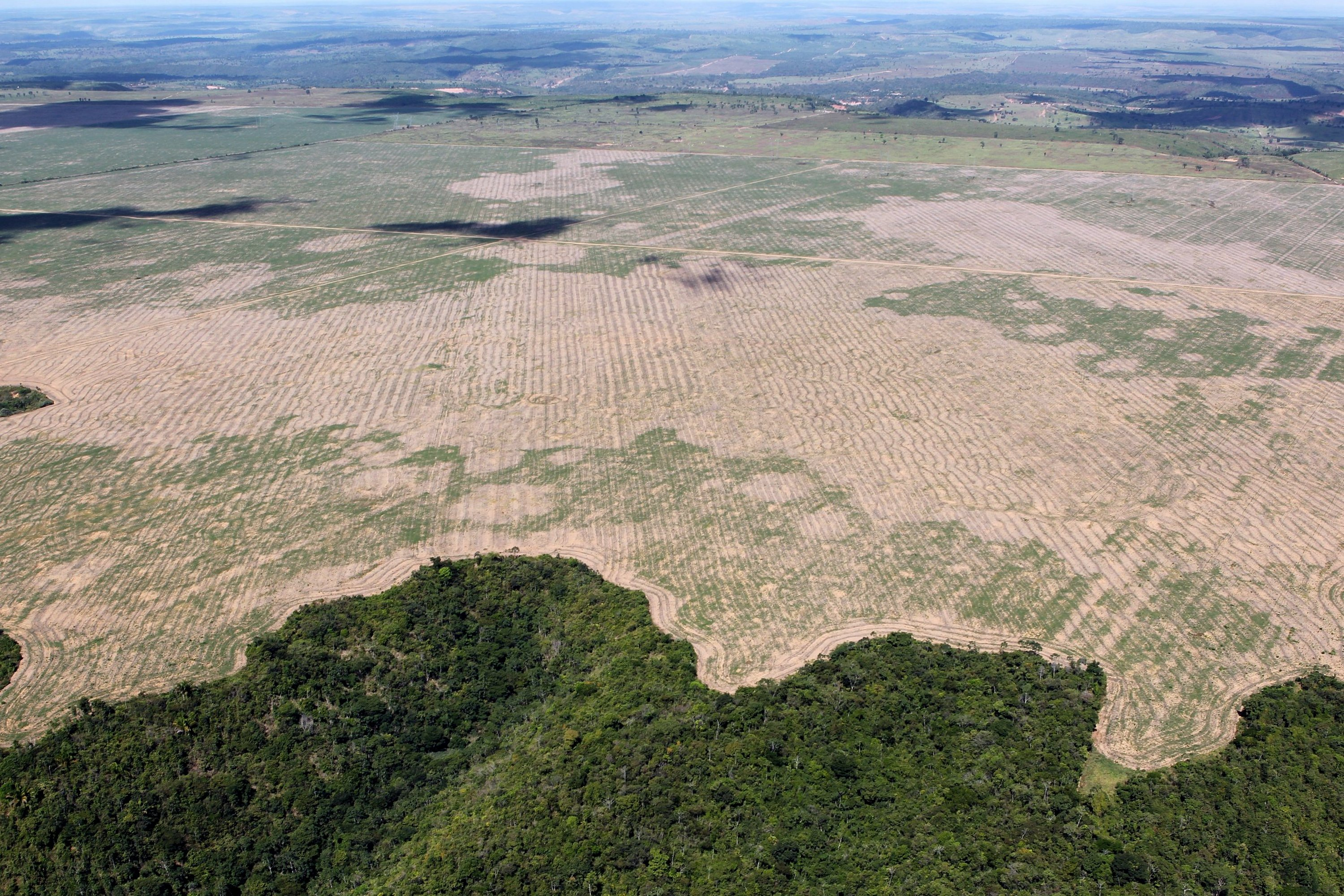
Deforestació de l'Amazònia a Maranhão, Brasil, 2016

## Dinàmica del carboni
El concepte de «segrest» del carboni quan s'aplica amb la idea que constitueix un servei ambiental se sustenta en la noció que les emissions de carboni causades per l'activitat humana en el seu quefer social i en la indústria, entren a l'atmosfera com a part d'un macroprocés, i que algú pot «segrestar» aquest carboni en fer desenvolupar els arbres i les pastures amb sistemes radiculars profunds. En el primer cas, el «segrest» ocorre especialment en els troncs dels arbres i, en el segon, en les arrels i el sòl.
En la pràctica, el procés és bastant més complex quan el carboni està en permanent circulació entre l'atmosfera, els arbres, les arrels, el subsòl i les aigües profundes i, inclusivament, els oceans. En algun moment, aquest flux crea acumulacions de carboni que es poden retenir amb un cert grau de seguretat que no ocorrerà una pèrdua; només ocorre quan es cremen els boscos o quan en els sòls es produeix l'oxidació.
La seguretat del «segrest» versus els riscos de pèrdua constitueixen l'essència de la definició del servei de «segrest» de carboni. El servei pot oferir-se si al mateix temps es dona la garantia que cada tona de carboni «segrestada» es podrà retenir amb perpetuïtat.
La terra preta (que significa 'terra negra') és un sòl 70 vegades més ric en carboni que els sòls naturals. Aquest carboni, que és molt estable, prové del carbó vegetal i aquests sòls són realitzats per la intervenció dels amerinds des de l'època precolombina. La terra preta és molt fèrtil i ocupa unes 50.000 hectàrees en l'Amazònia central.
Un aspecte destacat és el balanç net de gasos que ocorre com a part del cicle biològic dels bovins i els cultius de pastures. En el primer cas, els animals, pel seu procés remugant, emeten metà; en el segon cas, les pastures són fertilitzades amb adobs nitrogenats, i s'emet diòxid de nitrogen. L'efecte net que aquests tres gasos tenen en l'atmosfera i, per tant, en la capa d'ozó, ja ha estat referit; no obstant això, encara queden importants aspectes a ser investigats.
La selva amazònica, sempre verda, acumula el 10 per cent de la productivitat primària del món i el 10 per cent del carboni en ecosistemes (de l'ordre d'1,1 × 1011 tones de carboni). S'estima que l'Amazones va acumular 0,62 ± 0,37 tones de carboni a l'any entre 1975 i 1996.

## Importància i problemàtica de la selva amazònica
La selva amazònica, desenvolupada durant un període de més de 22.000 anys, té una importància ecològica cabdal. Allibera oxigen a l'atmosfera, en captura diòxid de carboni, és generadora dels corrents tèrmics que temperen el clima del planeta. També regula el curs dels rius que la travessen, en retenir part de l'aigua procedent de les pluges i anar alliberant-la lentament. La seva coberta vegetal espessa protegeix els sòls de l'erosió.
La desforestació és la principal problemàtica ambiental de la selva amazònica. Aquesta és motivada principalment per aconseguir més terres de pastures i de cultiu (especialment per a la soia). Els seus efectes són l'increment de l'efecte d'hivernacle, que provoca l'escalfament global, l'erosió del sòl i la pèrdua de biodiversitat. La mitjana de superfície forestal perduda per la desforestació en el període de l'any 2000 al 2005 va ser de 22.392 km² anuals; cosa que suposa un augment del 18% respecte als 19.018 km² del període 1995-2000.
Les autoritats brasileres intenten impedir el procés de desforestació, però a la vegada hi ha molta pressió popular per rompre noves terres de conreu i el resultat és que la destrucció de l'ecosistema no s'atura. Les activitats econòmiques, entre aquestes la mineria d'or, que d'altra banda per l'abocament de mercuri és molt contaminant, posen en perill la vida dels habitants de les zones mineres, generalment d'ètnies indígenes.
Tot això és poc rendible, ja que el sòl de l'Amazones és molt pobre per a l'agricultura, perquè els nutrients es troben emmagatzemats en la biomassa. Així, la tala i crema representa un empobriment en qualitat mineral del sòl, a més d'afavorir l'erosió per la retirada de la coberta vegetal. Ja no és només l'efecte d'hivernacle provocat pels gasos o l'enrariment de l'aire, sinó que el mateix riu Amazones –la més gran reserva d'aigua dolça– es veu avui contaminat per l'abús d'herbicides, plaguicides i fertilitzants, a més dels residus imputrescibles que s'hi aboquen.
Les emissions de diòxid de carboni, òxid de dinitrogen i metà provoquen una concentració que actua com una barrera aïllant i manté la calor de la Terra, provocant l'efecte d'hivernacle, al mateix temps que contribueix a la destrucció de la capa d'ozó. Es calcula que si la destrucció de la selva continua així, en 50 anys els efectes del desastre seran més que notoris: la biodiversitat es veurà greument afectada i els efectes sobre el clima seran notoris.

## Demografia
Si bé la imatge preconcebuda i estereotípica de l'Amazònia és una selva verge habitada únicament per tribus aïllades, la realitat és molt diferent. Estudis recents demostren no només la presència d'espècies vegetals domesticades, sinó restes arqueològiques d'antigues poblacions estables i populoses; així mateix, des de començaments de l'Edat Moderna, els conqueridors europeus es van endinsar a l'Amazònia a la recerca del mític El Dorado, cosa que va comportar la lenta però progressiva colonització d'aquesta.
Aquesta política colonitzadora va ser heretada per les nacions sud-americanes, les quals s'han anat estenent per la selva i fundant poblacions per legitimar la seva sobirania sobre una zona. De vegades aquests reclams van acabar en guerres, com la Guerra colombo-peruana i en altres ocasions es van resoldre per via pacífica mitjançant tractats, molts dels quals afavorien més una nació que un altre. El desconeixement primerenc del terreny va comportar que moltes fronteres siguin línies rectes traçades pels polítics en lloc de límits naturals, separant així les ètnies indígenes que ja habitaven el territori.

## Aglomeracions més poblades

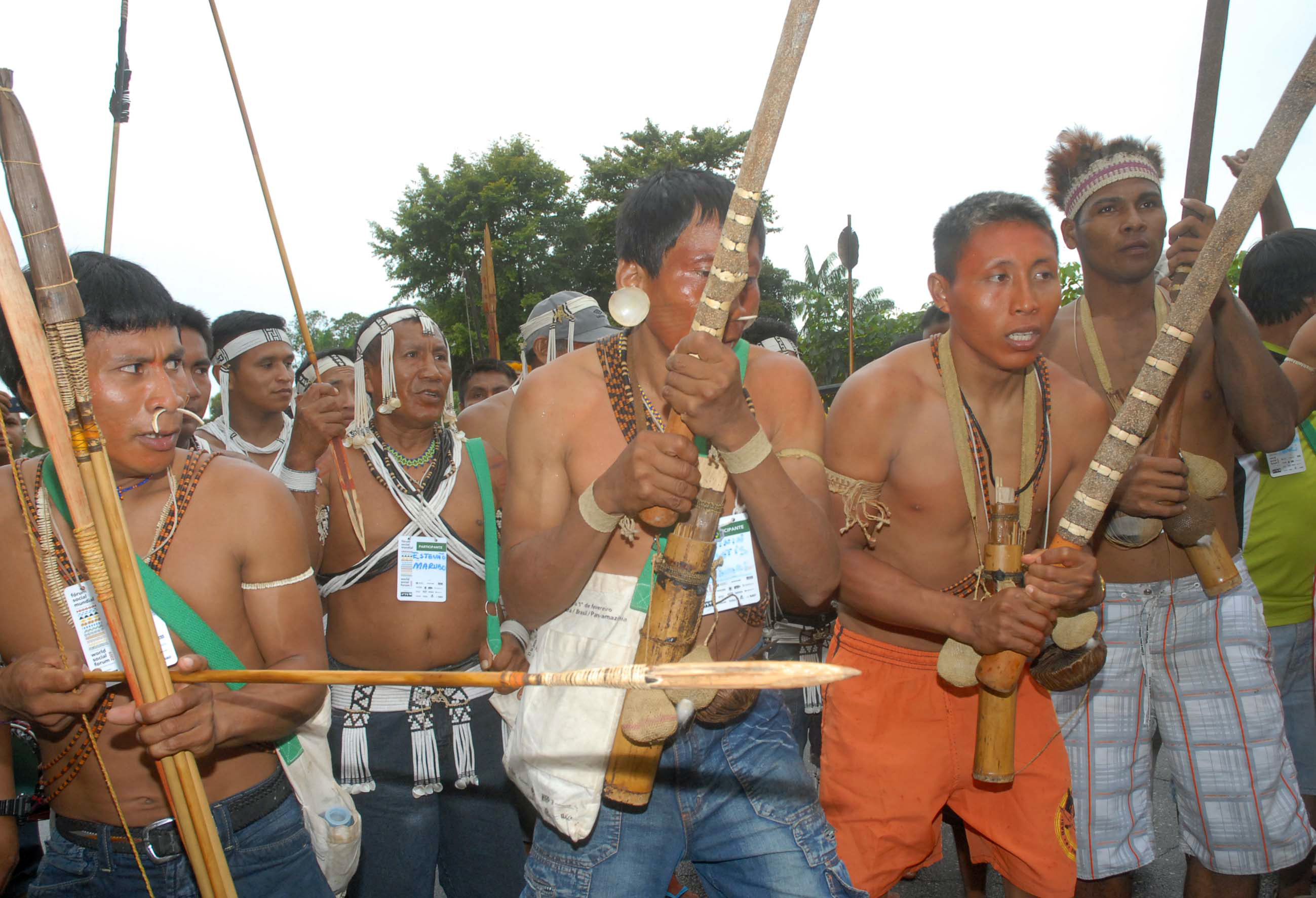
Indis de la vall de Javari reclamen, al Forum Social Mundial de Belém, (2009), acciones a l'àrea de salut del govern brasiler a les Terres indígenes

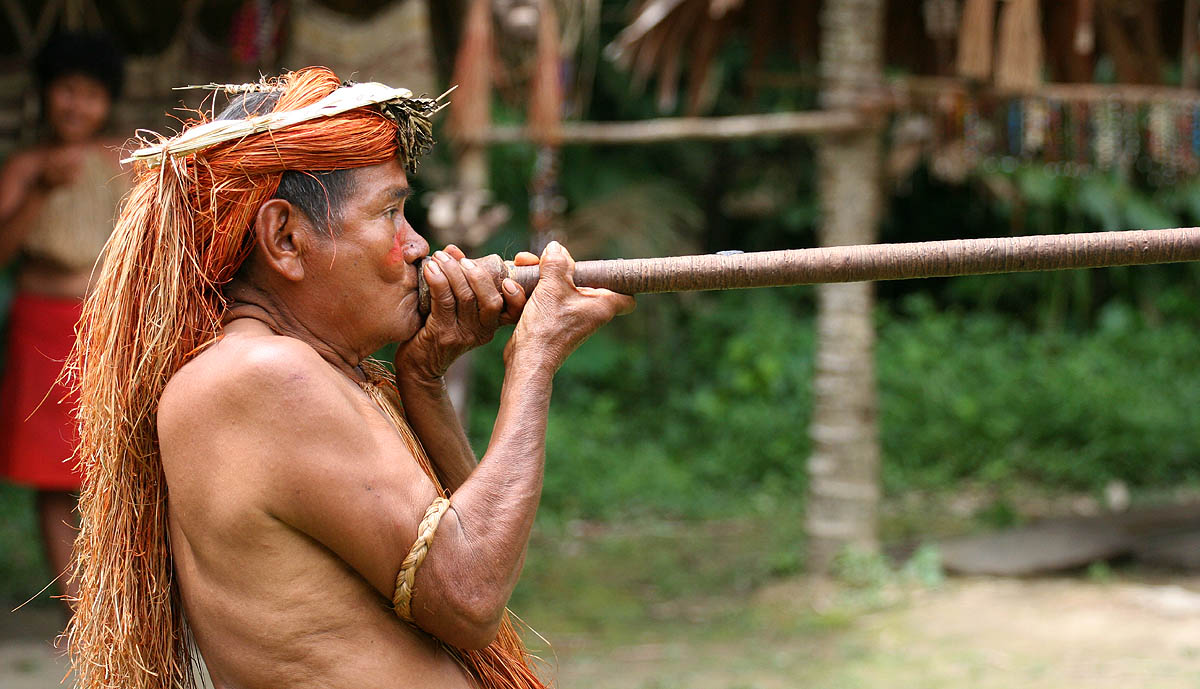
Ancià yagua prop de Iquitos fent servir la seva sarbatana (pukana).

| #  | Ciutat                 | País     | Subdivisió       | Població  | Any  |
| -- | ---------------------- | -------- | ---------------- | --------- | ---- |
| 1  | Manaos                 | Brasil   | Brasil           | 2 063 547 | 2022 |
| 2  | Belén                  | Brasil   | Brasil           | 1 956 249 | 2022 |
| 3  | Macapá                 | Brasil   | Brasil           | 550 306   | 2022 |
| 4  | Porto Velho            | Brasil   | Brasil           | 482 651   | 2022 |
| 5  | Iquitos                | Perú     | Perú             | 430 700   | 2022 |
| 6  | Boa Vista              | Brasil   | Brasil           | 413 486   | 2022 |
| 7  | Pucallpa               | Perú     | Perú             | 396 400   | 2022 |
| 8  | Rio Branco             | Brasil   | Brasil           | 364 756   | 2022 |
| 9  | Santarém               | Brasil   | Brasil           | 331 937   | 2022 |
| 10 | Marabá                 | Brasil   | Brasil           | 266 536   | 2022 |
| 11 | Parauapebas            | Brasil   | Brasil           | 266 424   | 2022 |
| 12 | Paramaribo             | Surinam  | Paramaribo       | 240 924   | 2012 |
| 13 | Castanhal              | Brasil   | Brasil           | 192 262   | 2022 |
| 14 | Tarapoto               | Perú     | Perú             | 169 800   | 2022 |
| 15 | Abaetetuba             | Brasil   | Brasil           | 158 188   | 2022 |
| 16 | Florencia              | Colòmbia | Colòmbia         | 157 300   | 2023 |
| 17 | Cametá                 | Brasil   | Brasil           | 134 184   | 2022 |
| 18 | Trinidad               | Bolívia  | Bolívia          | 130 657   | 2020 |
| 19 | Caiena                 | França   | França           | 126 223   | 2020 |
| 20 | Ji-Paraná              | Brasil   | Brasil           | 124 333   | 2022 |
| 21 | Bragança               | Brasil   | Brasil           | 123 082   | 2022 |
| 22 | Georgetown             | Guyana   | Demerara-Mahaica | 118 369   | 2012 |
| 23 | Tucuruí                | Brasil   | Brasil           | 110 980   | 2022 |
| 24 | Riberalta              | Bolívia  | Bolívia          | 101 755   | 2020 |
| 25 | Puerto Maldonado       | Perú     | Perú             | 100 300   | 2022 |
| 26 | Vilhena                | Brasil   | Brasil           | 99 050    | 2021 |
| 27 | Parintins              | Brasil   | Brasil           | 96 372    | 2022 |
| 28 | Ariquemes              | Brasil   | Brasil           | 94 140    | 2021 |
| 29 | Cruzeiro do Sul        | Brasil   | Brasil           | 91 888    | 2022 |
| 30 | Paragominas            | Brasil   | Brasil           | 90 600    | 2022 |
| 31 | Yurimaguas             | Perú     | Perú             | 80 800    | 2022 |
| 32 | Cobija                 | Bolívia  | Bolívia          | 78 555    | 2020 |
| 33 | Tingo María            | Perú     | Perú             | 72 300    | 2022 |
| 34 | Cacoal                 | Brasil   | Brasil           | 68 100    | 2021 |
| 35 | San Ignacio de Velasco | Bolívia  | Bolívia          | 63 186    | 2020 |
| 36 | Moyobamba              | Perú     | Perú             | 57 000    | 2022 |
| 37 | Nueva Loja             | Equador  | Equador          | 55 627    | 2022 |
| 38 | Leticia                | Colòmbia | Amazonas         | 53 293    | 2023 |
| 39 | El Coca                | Equador  | Equador          | 51 281    | 2022 |

## Idiomes[calcitació]
Des del punt de vista cultural, la selva amazònica és una de les regions més diverses del planeta. Els pobles autòctons de la regió pertanyen a diferents grups lingüístics entre els quals no s'ha provat una relació filogenètica clara, cosa que suggereix que tant la diversitat cultural com lingüística es remunta a mil·lennis enrere. Aquesta diversitat va poder donar-se, en part perquè a diferència d'altres regions on des d'antic van existir importants imperis, en aquesta regió no van existir societats estatals prou duradores per tenir un efecte anivellador en el pla cultural i lingüístic. Els grans grups lingüístics de la regió són:
- Llengües tupí, és la família de llengües autòctones actualment més estesa a la regió, encara que part de la seva expansió dins de la regió va poder donar-se en un període recent.
- Llengües gê, després de les llengües tupí és la família més estesa a la regió amazònica.
- Llengües carib, és una família que es va expandir probablement des de la part septentrional de l'Amazònia, encara que existeixen membres d'aquesta família lingüística en el centre de l'Amazònia.
- Llengües arawak, és una família situada bàsicament a la regió circunamazònica pròpiament dita.
- Llengües pano-tacanes, Amazònia sud-occidental.
- Llengües tucanes, en el curs alt de l'Amazones i alt Vaupés.

A més d'aquestes unitats filogenètiques de tipus lingüístic, hi ha un nombre important de petites famílies de llengües que no han pogut ser convenientment relacionades amb aquestes i, per tant, es consideren grups independents.

## Religió[calcitació]
Abans de la Conquesta d'Amèrica, l'Amazònia igual que tot el continent només comptava amb la presència de religions autòctones. Després de la Conquesta i posterior colonització, es va introduir el cristianisme al seu vessant catòlic. Anys després, amb la presència de colònies del Regne Unit i Països Baixos es va introduir el protestantisme a la regió de les Guaianes. No obstant això, atès l'aïllament de la regió, bona part de les missions tant catòliques com protestants es van realitzar entre els segles xix i xx (fins i tot continuen al XXI), sent les primeres missions establertes a les zones més properes a les serralades i ciutats fundades pels europeus.
No obstant això, malgrat els intents de suprimir religions no cristianes, moltes d'aquestes han sobreviscut fins als nostres dies. Alguns aspectes de l'espiritualitat indígena han estat adoptats per persones alienes als seus grups ètnics, continuant així una concepció panteista de la natura, combinada moltes vegades amb les creences cristianes i donant llum a noves formes d'hibridació religiosa.
Si es considera l'Escut Guaianès com a part de la regió Amazònica, cal tenir en compte les pràctiques religioses dels cimarrons (negres lliberts que van fundar comunitats autòctones a la selva després de l'abolició de l'esclavitud) de Surinam, com les religions dels diversos grups ètnics de les Guaianas. En aquest cas, caldria explicar l'hinduisme, el budisme o l'islam; com moltes altres pràctiques sincrètiques entre si.

### Església catòlica

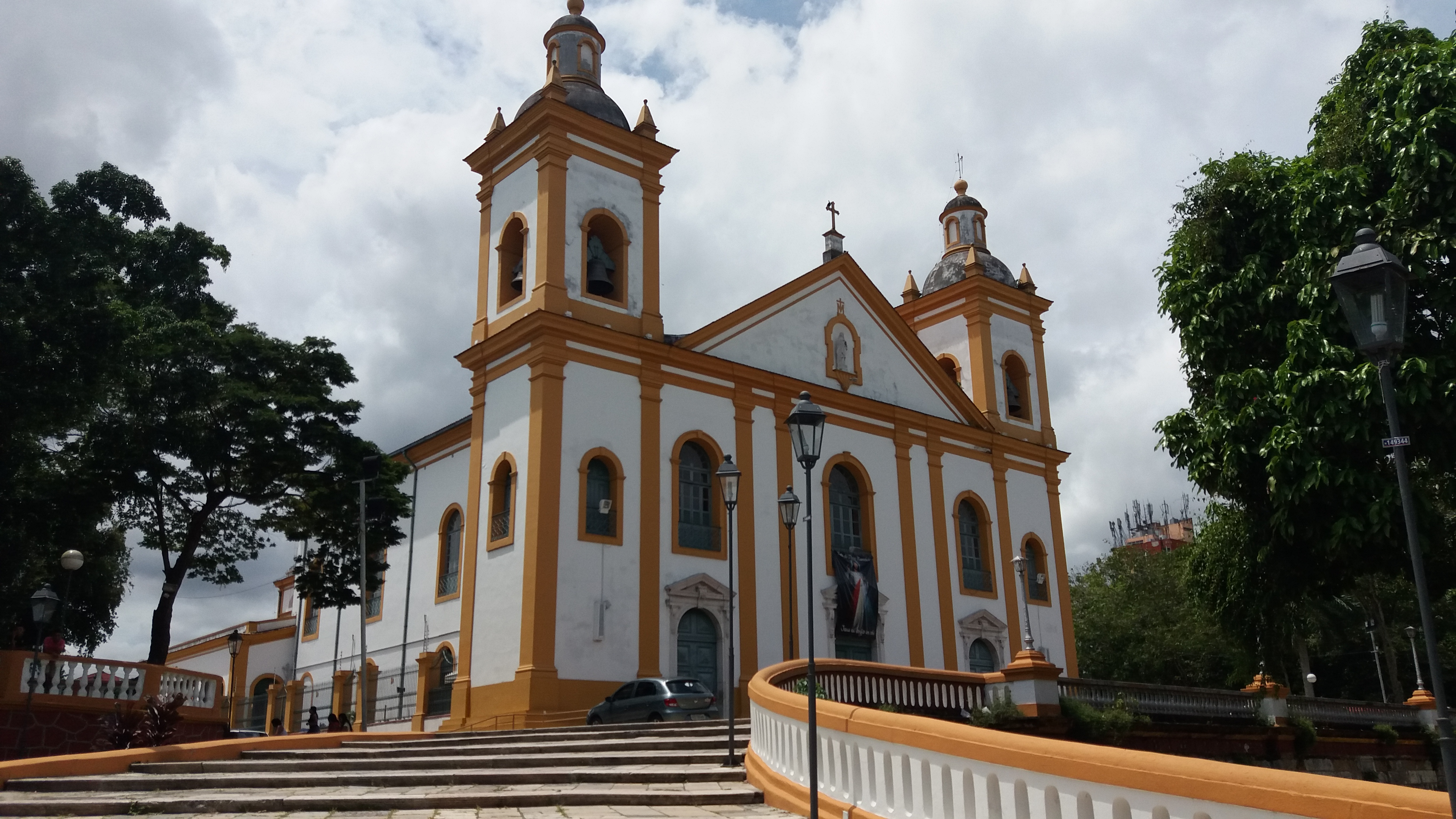
Arxidiòcesi de Manaus

La presència de l'Església catòlica es remunta als missioners espanyols i portuguesos que van acompanyar els conqueridors. Al principi es van establir a les regions menys selvàtiques i a mesura que es colonitzava el territori s'anaven establint parròquies per als colons i missions per als indígenes. Això va ocasionar un canvi en l'organització política de l'Amazònia, ja que els indígenes es van veure obligats a assentar-se a pobles sota la tutela d'un capellà doctriner, així com adoptar alguns dels costums dels conqueridors (llengua i vestimenta).
De vegades, els prelats catòlics van enfrontar els conqueridors —i després les repúbliques— pel tracte donat als indígenes. Després de la promulgació de les Lleis Noves, es van convocar a Lima diversos concilis provincials per adoptar un enfocament en l'evangelització; el més destacat va ser el III Concili Limense convocat per l'arquebisbe Toribio de Mogrovejo que va afavorir les llengües locals i va establir un únic catecisme que va ser usat fins a les independències hispanoamericanes.
En el segle xxi, el papa Francesc va convocar un Sínode per a l'Amazònia per adoptar un enfocament modern i coherent a la realitat amazònica. El sínode va causar descontent als sectors més conservadors de l'Església que temien la fi del celibat sacerdotal. Aquest sínode es va realitzar el 2019 i va comptar amb bisbes de tota la regió, marcant una fita davant de la política conservadora de l'Església Catòlica.